# Liste des cavités naturelles les plus profondes de l'Aude
La liste des cavités naturelles les plus profondes de l'Aude recense, sous forme de tableau(x), les cavités souterraines naturelles connues dans ce département français, dont le dénivelé est supérieur ou égal à cent mètres.
La communauté spéléologique considère qu'une cavité souterraine naturelle n'existe vraiment qu'à partir du moment où elle est « inventée » c'est-à-dire découverte (ou redécouverte), inventoriée, topographiée et publiée. Bien sûr, la réalité physique d'une cavité naturelle est la plupart du temps bien antérieure à sa découverte par l'homme ; cependant tant qu'elle n'est pas explorée, mesurée et révélée, la cavité naturelle n'appartient pas au domaine de la connaissance partagée.
La liste spéléométrique des 62 plus profondes cavités naturelles de l'Aude (≥ cent mètres) est actualisée à fin décembre 2021.
La plus profonde cavité souterraine naturelle répertoriée dans le département de l'Aude est  « Lo Gaugnas », sur la commune de Cabrespine (cf. ligne 1 du tableau ci-dessous).
| \| Histogramme de la répartition des plus profondes cavités naturelles de l'Aude par classe de dénivelé -- Les 62 cavités citées fin 2021 sont réparties en 4 classes de dénivelé -- \| \| \| \| \| \| \| \| \| \| \| \| \| \| \| classe I >= 500 m 1 cavité[s] \| classe II >= 200 m et < 500 m 12 cavités \| classe III >= 150 m et < 200 m 11 cavités \| classe IV >= 100 m et < 150 m 38 cavités \| \| |                               |                                          |                                           |                                          |  |
| Le graphique qui aurait dû être présenté ici ne peut pas être affiché car il utilise l'ancienne extension Graph, désactivée pour des questions de sécurité. Des indications pour créer un nouveau graphique avec la nouvelle extension Chart sont disponibles ici . |                               |                                          |                                           |                                          |  |
| Histogramme de la répartition des plus profondes cavités naturelles de l'Aude par classe de dénivelé -- Les 62 cavités citées fin 2021 sont réparties en 4 classes de dénivelé -- |                               |                                          |                                           |                                          |  |
| |                               |                                          |                                           |                                          |  |
| | classe I >= 500 m 1 cavité[s] | classe II >= 200 m et < 500 m 12 cavités | classe III >= 150 m et < 200 m 11 cavités | classe IV >= 100 m et < 150 m 38 cavités |  |

## Cavités de l'Aude (France) dont la dénivellation est supérieure ou égale à 500 mètres
1 cavité est recensée dans cette « classe I » au 31-12-2019.
| Réf. | Cavité (autres noms) | Commune    | Massif ou zone | Coordonnées (WGS 84)        | Dénivelée (mètres) | Développe. (mètres) | Sources ou références   | Mise à jour |
| ---- | -------------------- | ---------- | -------------- | --------------------------- | ------------------ | ------------------- | ----------------------- | ----------- |
| 1    | Lo Gaugnas           | Cabrespine |                | 43° 21′ 38″ N, 2° 27′ 33″ E | +000504, m         | +22 500, m          | Cds Aude & Grottocenter | 2000-00     |

## Cavités de l'Aude (France) dont la dénivellation  est comprise entre 200 mètres et 499 mètres
12 cavités sont recensées dans cette « classe II » au 31-12-2019.
| Réf. | Cavité (autres noms)            | Commune                 | Massif ou zone | Coordonnées (WGS 84)        | Dénivelée (mètres) | Développe. (mètres) | Sources ou références                                 | Mise à jour |
| ---- | ------------------------------- | ----------------------- | -------------- | --------------------------- | ------------------ | ------------------- | ----------------------------------------------------- | ----------- |
| 2    | Barrenc du Soula del Pinet      | Comus                   |                | 42° 49′ 14″ N, 1° 51′ 56″ E | +000467, m         | +0897, m            | Cds Aude                                              | 2000-00     |
| 3    | Barrenc de la Serre             | Roquefort-des-Corbières |                | 42° 57′ 37″ N, 2° 55′ 02″ E | +000465, m         | +2 500, m           | Cds Aude                                              | 2000-00     |
| 4    | Aven de l'Hydre                 | Feuilla                 |                | 42° 55′ 14″ N, 2° 52′ 15″ E | +000403, m         | +1 000, m           | Cds Aude & Entente Spél. du Roussillon & Grottocenter | 2000-00     |
| 5    | Gouffre des Vents d'Anges       | Cabrespine              |                | 43° 22′ 15″ N, 2° 29′ 11″ E | +000353, m         | +5 600, m           | Cds Aude & Soulanes                                   | 2000-00     |
| 6    | Aven du Ruisseau de Castanviels | Caunes-Minervois        |                | 43° 22′ 10″ N, 2° 30′ 37″ E | +000265, m         | +2 000, m           | Cds Aude                                              | 2000-00     |
| 7    | Gouffre SP 4                    | Belvis                  |                | 42° 51′ 01″ N, 2° 04′ 25″ E | +000264, m         | +1 150, m           | Cds Aude                                              | 2000-00     |
| 8    | Aven de la Pleine Lune          | Villardebelle           |                | 43° 01′ 21″ N, 2° 23′ 30″ E | +000241, m         | +1 500, m           | Cds Aude                                              | 2000-00     |
| 9    | Aven de la Bentaillole          | Campagna-de-Sault       |                | 42° 45′ 44″ N, 2° 01′ 16″ E | +000235, m         | +0720, m            | Cds Aude                                              | 2000-00     |
| 10   | Gouffre du Mariolle             | Belvianes-et-Cavirac    |                | 42° 50′ 10″ N, 2° 15′ 01″ E | +000232, m         | +0590, m            | Cds Aude                                              | 2000-00     |
| 11   | Barrenc de l'Entraoucade - SP2  | Belvis                  |                | 42° 51′ 23″ N, 2° 03′ 38″ E | +000208, m         | +0550, m            | Cds Aude                                              | 2000-00     |
| 12   | Aven de las Bouychos - LB8      | Quirbajou               |                | 42° 50′ 16″ N, 2° 10′ 39″ E | +000202, m         | +0400, m            | Grottocenter & spéléoc n°26                           | 2000-00     |
| 13   | Aven de l'Étable                | Valmigère               |                | 42° 59′ 32″ N, 2° 23′ 49″ E | +000200, m         | +0820, m            | Cds Aude                                              | 2000-00     |

## Cavités de l'Aude (France) dont la dénivellation est comprise entre 150 mètres et 199 mètres
11 cavités sont recensées dans cette « classe III » au 31-12-2019.
| Réf. | Cavité (autres noms)          | Commune                 | Massif ou zone | Coordonnées (WGS 84)        | Dénivelée (mètres) | Développe. (mètres) | Sources ou références      | Mise à jour |
| ---- | ----------------------------- | ----------------------- | -------------- | --------------------------- | ------------------ | ------------------- | -------------------------- | ----------- |
| 14   | Trou de Balbonne              | Caunes-Minervois        |                | 43° 21′ 57″ N, 2° 30′ 53″ E | +000197, m         | +1 300, m           | Spéléo Corbières Minervois | 2022-02     |
| 15   | Gouffre du Trabanet           | Nébias                  |                | 42° 52′ 53″ N, 2° 04′ 14″ E | +000187, m         | +1 035, m           | Cds Aude                   | 2000-00     |
| 16   | Aven de la Grande Combe       | Roquefort-des-Corbières |                | 42° 57′ 46″ N, 2° 55′ 10″ E | +000185, m         | +0350, m            | Cds Aude                   | 2000-00     |
| 17   | Grotte de Trassanel           | Trassanel               |                | 43° 20′ 52″ N, 2° 25′ 59″ E | +000185, m         | +6 525, m           | Cds Aude                   | 2000-00     |
| 18   | Bufo Fret                     | Bugarach                |                | 42° 51′ 45″ N, 2° 22′ 08″ E | +000182, m         | +5 534, m           | Cds Aude & Grottocenter    | 2000-00     |
| 19   | Gouffre J 5                   | Puilaurens              |                | 42° 50′ 04″ N, 2° 18′ 50″ E | +000175, m         | +0500, m            | Cds Aude                   | 2000-00     |
| 20   | Aven de Clergue               | Trassanel               |                | 43° 21′ 02″ N, 2° 27′ 20″ E | +000171, m         | +2 910, m           | Cds Aude                   | 2000-00     |
| 21   | Aven du Lauza                 | Montjoi                 |                | 42° 59′ 48″ N, 2° 28′ 12″ E | +000165, m         | +0361, m            | Cds Aude                   | 2000-00     |
| 22   | Barrenc de Saint-Clément      | Roquefort-des-Corbières |                | 43° 00′ 42″ N, 2° 54′ 37″ E | +000160, m         | +0200, m            | Cds Aude                   | 2000-00     |
| 23   | Aven de l'Hospitalet          | Narbonne                |                | 43° 10′ 06″ N, 3° 06′ 49″ E | +000152, m         | +0570, m            | Cds Aude                   | 2000-00     |
| 24   | Grand aven de Peyre Fouillère | Termes                  |                | 43° 00′ 09″ N, 2° 33′ 44″ E | +000150, m         | +0000, m            | Spéléométrie de la France  | 2000-00     |

## Cavités de l'Aude (France) dont la dénivellation est comprise entre 100 mètres et 149 mètres
38 cavités sont recensées dans cette « classe IV » au 31-12-2019.
| Réf. | Cavité (autres noms)            | Commune                   | Massif ou zone     | Coordonnées (WGS 84)        | Dénivelée (mètres) | Développe. (mètres) | Sources ou références     | Mise à jour |
| ---- | ------------------------------- | ------------------------- | ------------------ | --------------------------- | ------------------ | ------------------- | ------------------------- | ----------- |
| 25   | Grotte Chincholle               | Camps-sur-l'Agly          |                    | 42° 50′ 31″ N, 2° 25′ 16″ E | +000142, m         | +0884, m            | Grottocenter              | 2000-00     |
| 26   | Aven de la Parcade              | Vignevieille              |                    | 42° 59′ 25″ N, 2° 31′ 49″ E | +000140, m         | +0443, m            | Cds Aude & Grottocenter   | 2000-00     |
| 27   | Trauc de la Mandra              | Sougraigne                |                    | 42° 54′ 36″ N, 2° 23′ 21″ E | +000139, m         | +1 520, m           | Cds Aude                  | 2000-00     |
| 28   | Grotte du TM 71                 | Fontanès-de-Sault         |                    | 42° 45′ 26″ N, 2° 05′ 13″ E | +000137, m         | +11 508, m          | Cds Aude                  | 2000-00     |
| 29   | Barrenc de Picaussel            | Belvis                    |                    | 42° 51′ 37″ N, 2° 03′ 40″ E | +000137, m         | +0500, m            | Cds Aude                  | 2000-00     |
| 30   | Perte de la Font del Beire      | Rivel                     |                    | 42° 52′ 58″ N, 1° 59′ 33″ E | +000131, m         | +0394, m            | Cds Aude & spéléoc n°28   | 2000-00     |
| 31   | Aven Gras                       | Rivel                     |                    | 42° 53′ 09″ N, 1° 59′ 18″ E | +000130, m         | +3 500, m           | Grottocenter              | 2000-00     |
| 32   | Barrenc de la Tira de la Lauza  | Puivert                   |                    | 42° 53′ 03″ N, 2° 00′ 56″ E | +000128, m         | +0425, m            | Cds Aude                  | 2000-00     |
| 33   | Barrenc de la Neù               | Salvezines                |                    | 42° 46′ 58″ N, 2° 15′ 02″ E | +000128, m         | +0170, m            | Cds Aude                  | 2000-00     |
| 34   | Aven du Picou                   | Véraza                    |                    | 43° 00′ 01″ N, 2° 18′ 26″ E | +000124, m         | +0920, m            | Cds Aude & Grottocenter   | 2000-00     |
| 35   | Aven de la Mateille             | Saint-Polycarpe           |                    | 43° 00′ 55″ N, 2° 20′ 18″ E | +000122, m         | +0460, m            | Spéléométrie de la France | 2000-00     |
| 36   | Gouffre des Rastacouères        | Puilaurens                |                    | 42° 49′ 46″ N, 2° 16′ 47″ E | +000121, m         | +0000, m            | Cds Aude                  | 2000-00     |
| 37   | Gouffre des Chandeliers n° 3    | Puivert                   |                    | 42° 53′ 49″ N, 2° 01′ 09″ E | +000121, m         | +0304, m            | Cds Aude                  | 2000-00     |
| 38   | PF 12                           | Termes                    | Corbières (hautes) |                             | +000121, m         | +0460, m            | Cds Aude                  | 2000-00     |
| 39   | Trou du Vent des Bailleurs      | Sainte-Colombe-sur-Guette | Corbières          | 42° 44′ 26″ N, 2° 14′ 27″ E | +000121, m         | +2 058, m           | Cds Aude                  | 2000-00     |
| 40   | Gouffre du Barbu                | Roquefeuil                |                    | 42° 52′ 02″ N, 2° 00′ 43″ E | +000120, m         | +0438, m            | Cds Aude                  | 2000-00     |
| 41   | Traversée Cannac - Airolles     | Trassanel                 |                    | 43° 21′ 03″ N, 2° 27′ 19″ E | +000120, m         | +1 900, m           | Cds Aude                  | 2000-00     |
| 42   | Failles de Rieussec             | Citou                     |                    | 43° 22′ 08″ N, 2° 31′ 41″ E | +000120, m         | +0450, m            | Grottocenter              | 2000-00     |
| 43   | Caunhà de Rouairoux             | Labastide-en-Val          |                    | 43° 02′ 20″ N, 2° 29′ 11″ E | +000119, m         | +0820, m            | Cds Aude                  | 2000-00     |
| 44   | Trauc Marâou - J6               | Puilaurens                |                    | 42° 50′ 05″ N, 2° 18′ 46″ E | +000117, m         | +0293, m            | Cds Aude                  | 2000-00     |
| 45   | Aven Désiré                     | Roquefort-des-Corbières   |                    | 42° 59′ 25″ N, 2° 57′ 12″ E | +000113, m         | +0000, m            | Spéléométrie de la France | 2000-00     |
| 46   | Grotte de la Muraille du Diable | Belvianes-et-Cavirac      |                    | 42° 50′ 24″ N, 2° 12′ 10″ E | +000111, m         | +1 200, m           | Cds Aude                  | 2000-00     |
| 47   | Aven de l'Ourtiset              | Campagna-de-Sault         |                    | 42° 45′ 58″ N, 2° 01′ 43″ E | +000111, m         | +0193, m            | Cds Aude & Grottocenter   | 2000-00     |
| 48   | Trou du Vent du Blau            | Puivert                   |                    | 42° 52′ 43″ N, 2° 02′ 34″ E | +000110, m         | +1 400, m           | Grottocenter              | 2000-00     |
| 49   | Grotte de Congoust              | Lagrasse                  |                    | 43° 07′ 36″ N, 2° 36′ 54″ E | +000108, m         | +1 060, m           | Cds Aude                  | 2000-00     |
| 50   | Puits Sotière - G13             | Puilaurens                |                    | 42° 50′ 19″ N, 2° 16′ 57″ E | +000106, m         | +0000, m            | Cds Aude                  | 2000-00     |
| 51   | Barrenc de Montner              | Roquefort-des-Corbières   |                    | 42° 57′ 19″ N, 2° 53′ 50″ E | +000106, m         | +0000, m            | Cds Aude                  | 2000-00     |
| 52   | Aven de la Lucarne              | Belvis                    |                    | 42° 50′ 56″ N, 2° 05′ 58″ E | +000105, m         | +0240, m            | Cds Aude                  | 2000-00     |
| 53   | Barrenc du Picou                | Embres-et-Castelmaure     |                    | 42° 56′ 06″ N, 2° 51′ 16″ E | +000105, m         | +0150, m            | Cds Aude                  | 2000-00     |
| 54   | Event de la Cascade             | Vignevieille              |                    | 43° 00′ 15″ N, 2° 31′ 49″ E | +000105, m         | +7 000, m           | Cds Aude & Grottocenter   | 2000-00     |
| 55   | Aven du Roc d'Agnel             | Cabrespine                |                    | 43° 21′ 11″ N, 2° 27′ 26″ E | +000104, m         | +0210, m            | Cds Aude                  | 2000-00     |
| 56   | Barrenc du Sarrat des Loups     | Puivert                   |                    | 42° 53′ 10″ N, 2° 00′ 57″ E | +000103, m         | +0185, m            | Spéléoc n°22              | 2000-00     |
| 57   | Gouffre BZZP                    | Puilaurens                |                    | 42° 50′ 06″ N, 2° 17′ 36″ E | +000101, m         | +0130, m            | Cds Aude                  | 2000-00     |
| 58   | Trou du Mauvais Sang            | Puilaurens                |                    | 42° 50′ 06″ N, 2° 18′ 51″ E | +000100, m         | +0260, m            | Cds Aude                  | 2000-00     |
| 59   | Aven du Plan d'Arnaud           | Villardebelle             |                    | 43° 01′ 10″ N, 2° 23′ 50″ E | +000100, m         | +0510, m            | Grottocenter              | 2000-00     |
| 60   | Aven du Roc de Nabant           | Montgaillard              |                    | 42° 54′ 18″ N, 2° 36′ 10″ E | +000100, m         | +0130, m            | Grottocenter              | 2000-00     |
| 61   | Trou des Mages                  | Villeneuve-Minervois      |                    | 43° 19′ 52″ N, 2° 28′ 36″ E | +000100, m         | +0735, m            | Cds Aude                  | 2000-00     |
| 62   | Aven du Lièvre                  | Véraza                    |                    |                             | +000100, m         | +0200, m            | Spéléométrie de la France | 2000-00     |